# Vadym Proujanov
Vadim Pruzhanov ou  Vadym Proujanov (ukrainien:  Вадим Пружанов) (né le 18 juin 1982 en Ukraine) est un ancien membre du groupe Dragonforce. Il jouait du keytar dans le groupe de power metal DragonForce.
Il quitte le groupe après l'album Reachin Into Infinity. Il explique pourquoi dans une vidéo postée sur sa page Facebook

## Discographie
- Valley of the Damned (2003)
- Sonic Firestorm (2004)
- Inhuman Rampage (2006)
- Ultra Beatdown (2008)
- Twilight Dementia (2010)
- The Power Within (2012)
- Maximum Overload (2014)
- Reaching into Infinity (2017)